# 11819 Millarca
11819 Millarca eller 1981 ER35 är en asteroid i huvudbältet som upptäcktes den 2 mars 1981 av den amerikanska astronomen Schelte J. Bus vid Siding Spring-observatoriet. Den är uppkallad efter Millarca Valenzuela.